# Embedded SQL
Embedded SQL (englisch für eingebettetes SQL, abgekürzt ESQL) standardisiert die Syntax zum Einfügen von SQL Befehlen in Programmiersprachen. Die Einbettung in Ada, C, C++, COBOL, Fortran, MUMPS, Pascal und PL/I wird im Teil 2 Foundation (SQL/Foundation) und die Einbettung in Java im Teil 10 Object Language Bindings (SQL/OLB) des SQL Standards ISO/IEC 9075 spezifiziert.

## Technische Beschreibung
ESQL Statements werden in die Abfolge der regulären Statements der Programmiersprache (= Hostsprache) eingefügt. Ein Precompiler wandelt die ESQL Statements in normalen Code der Hostsprache um, der dann mit dessen Compiler übersetzt wird. (Einige COBOL-Compiler enthalten einen integrierten ESQL-Precompiler.) Der umgewandelte Code enthält Aufrufe der Schnittstelle zur Datenbank. Diese Schnittstelle muss als Bibliothek in das fertige Programm gelinkt werden. Die Bibliothek ist abhängig von der verwendeten Datenbank und wird gewöhnlich vom jeweiligen Datenbankhersteller geliefert.
Da ESQL standardisiert ist, sollten Programme mit ESQL – solange keine proprietären Eigenschaften des jeweiligen SQL-Dialektes verwendet werden – kompatibel mit Datenbanken verschiedener Hersteller sein, allerdings nur auf Ebene des Quellcodes. Das heißt, dass bei Wechsel des Datenbankfabrikats, manchmal sogar beim Versionsupdate der gleichen Datenbank, der Quellcode durch den ESQL-Precompiler und Compiler neu übersetzt und gegen die aktuelle Bibliothek gelinkt werden muss. Dies unterscheidet ESQL von Konzepten mit ähnlichem Einsatzzweck wie ODBC oder JDBC, wo beim Wechsel der Datenbank (theoretisch) nur ein Treiber ausgewechselt wird und das kompilierte Programm weiter verwendet werden kann. Es gibt allerdings mindestens einen COBOL-Compiler, der ESQL-Anweisungen in Aufrufe von ODBC umwandelt.
Der Vorteil dieses Ansatzes der Datenbankanbindung liegt darin, dass zur Compilezeit nicht nur die SQL-Syntax, sondern auch die Typverträglichkeit der Schnittstellenvariablen gegen die Datentypen des Datenbanksystems geprüft werden kann. Laufzeitgebundene Architekturen wie ODBC, JDBC, ADO oder ADO.NET können zu diesem Zeitpunkt keine Typprüfung vornehmen.

## Syntax
ESQL Statements setzen sich zusammen aus:
```

EXEC SQL <sql-statement> <terminator>   für Nicht-Java
#sql { <sql-statement> };               für Java
 
```

z. B. COBOL:
```

EXEC SQL <sql-statement> END-EXEC.
 
```

z. B. C, C++, Ada:
```

EXEC SQL <sql-statement>;
 
```

## Programmierung
Die Kommunikation zwischen SQL und dem Anwendungsprogramm erfolgt per Programmvariablen. Werden diese Programmvariablen in einem SQL-Ausdruck benutzt, so wird ihnen ein Doppelpunkt vorangestellt. 
Beispiel:
```
EXEC SQL
SELECT vorname, nachname
INTO :vorname, :nachname
FROM mitarbeitertabelle
WHERE pnr = :pnr
;
```

Vor der Ausführung des SQL-Befehls muss in der umgebenden Programmiersprache die Variable 'pnr' mit einem Wert belegt werden. Nach Ausführung des SQL-Befehls sind die Variablen 'vorname' und 'nachname' mit Werten belegt – sofern überhaupt ein Satz gefunden wurde.
In einer Datenbank-Tabelle können Spalten mit Null-Werten definiert werden. Bei den meisten Programmiersprachen können Variablen nicht mit Null-Werten belegt werden, sondern eine Variable ist immer mit irgendeinem Wert belegt.
Wenn auf Tabellenspalten zugegriffen werden soll, die auch Null-Werte enthalten, dann müssen Indikatorvariablen verwendet werden. Sie müssen vom Typ int angelegt werden. Diese Variable wird auf einen Wert kleiner 0 gesetzt, falls die Spalte in der Datenbank Null enthält.
Beispiel:
```
EXEC SQL
SELECT vorname, nachname
INTO :vorname :i_vorname, :nachname :i_nachname
FROM mitarbeitertabelle
WHERE pnr = :pnr
;
```

Die Variablen 'vorname' und 'nachname' werden hier – wie auch im Beispiel oben – zur Aufnahme der gelesenen Werte verwendet. Zusätzlich geben die Indikatorvariablen 'i_vorname' und 'i_nachname' an, ob der Vorname und der Nachname überhaupt vorhanden war. Wenn z. B. nur der Nachname gespeichert war und der Vorname unbekannt (Null) war, dann wurde 'i_nachname' mit 0 und 'i_vorname' mit −1 belegt.